# Nevo di Spitz
Il nevo di Spitz, precedentemente definito come melanoma giovanile, è un nevo che si riscontra principalmente in soggetti giovani. Presenta un colore rossastro ed è caratterizzato da una crescita rapida limitata nel tempo.
Risulta essere costituito da cellule giganti con scarso pigmento, fusate e/o epitelioidi con nucleo grande ed evidenti nucleoli, estese fino al derma reticolare. La diagnosi differenziale con il melanoma è spesso difficile: utile è l'utilizzo di indagini immunoistochimiche alla ricerca di marcatori quali HMB45.

## Eponimo
La condizione prende il nome da Sophie Spitz, medico patologo che la descrisse nel 1948.

## Epidemiologia
I nevi di Spitz sono rari. La loro incidenza annuale è stata stimata in una popolazione costiera subtropicale di Queensland in 1,4 casi per 100 000 persone. Per confronto, l'incidenza annuale del melanoma nella stessa popolazione è di 25,4 casi per 100 000 persone.
Sebbene si riscontri più comunemente nelle persone nei primi due decenni di vita, la fascia di età per le persone con nevi di Spitz è da 6 mesi a 71 anni, con un'età media di 22 anni e una mediana di 19 anni.